# فانيسا مورلي
فانيسا مورلي هي ممثلة كندية، ولدت في 9 أغسطس 1986 في فانكوفر في كندا.

## وصلات خارجية
- فانيسا مورلي على موقع IMDb (الإنجليزية)
- فانيسا مورلي على موقع قاعدة بيانات الفيلم (الإنجليزية)
- فانيسا مورلي على موقع ANN person (الإنجليزية)